# Novoselë
Novoselë, Novosela – miejscowość w południowo-zachodniej części Albanii, w okręgu Wlora i obwodzie o tej samej nazwie. Miasto zamieszkuje 10599 osób. Burmistrzem jest Kanan Shakaj.